# Dániel Szenderffy
Dániel Szenderffy (* 20. Juni 1999) ist ein ungarischer Leichtathlet, der sich auf den Dreisprung spezialisiert hat.

## Sportliche Laufbahn
Erste internationale Erfahrungen sammelte Dániel Szenderffy im Jahr 2021, als er bei den U23-Europameisterschaften in Tallinn mit einer Weite 15,47 m in der Qualifikationsrunde im Dreisprung ausschied. 2023 belegte er bei der 2. Liga der Team-Europameisterschaft im Rahmen der Europaspiele in Chorzów mit 15,50 m den sechsten Platz, ehe er bei den Weltmeisterschaften in Budapest mit 15,38 m den Finaleinzug verpasste.
2021 wurde Szenderffy ungarischer Meister im Dreisprung.

## Persönliche Bestleistungen
- Dreisprung: 15,83 m (+0,3 m/s), 10. Juni 2023 in Debrecen
  - Dreisprung (Halle): 15,59 m, 18. Februar 2023 in Nyíregyháza